# Tennistoernooi van Sydney 1995
|                                            |  |                                        |
| Gabriela Sabatini, winnares bij de vrouwen |  | Patrick McEnroe, winnaar bij de mannen |

Het tennistoernooi van Sydney van 1995 werd van maandag 9 tot en met zondag 15 januari 1995 gespeeld op de hardcourt-buitenbanen van het White City Stadium in de Australische stad Sydney. De officiële naam van het toernooi was Peters International. Het was de 103e editie van het toernooi.
Het toernooi bestond uit twee delen:
- WTA-toernooi van Sydney 1995, het toernooi voor de vrouwen
- ATP-toernooi van Sydney 1995, het toernooi voor de mannen

ATP-toernooi van Sydney – WTA-toernooi van Sydney

Toernooien sinds 1990:
1990 · 1991 · 1992 · 1993 · 1994 · 1995 · 1996 · 1997 · 1998 · 1999 · 2000 · 2001 · 2002 · 2003 · 2004 · 2005 · 2006 · 2007 · 2008 · 2009 · 2010 · 2011 · 2012 · 2013 · 2014 · 2015 · 2016 · 2017 · 2018 · 2019 · 2020 · 2021 · 2022